# Hermann Buhl
Hermann Buhl (21. září 1924, Innsbruck – 27. června 1957, Čogolisa) je považován za nejlepšího rakouského horolezce poválečného období 20. století a jednoho z nejlepších světových horolezců všech dob. Proslul svými odvážnými sólovými výstupy. V roce 1953 takto uskutečnil prvovýstup na osmitisícovku Nanga Parbat, navíc bez kyslíkového přístroje.

## Život
Hermannovi Buhlovi ve čtyřech letech zemřela matka. Jako malý se věnoval skautingu až do jeho zákazu v Rakousku. Jeho otec, vášnivý turista, ho o jeho desátých narozeninách vzal na blízký kopec Glungezer (2677 m n. m.). Od té doby trávil v kopcích nad Innsbruckem většinu svého volného času. Cílem jeho prvního opravdového horolezeckého výstupu byl Brandjoch (2372 m n. m.), na který vylezli s kamarádem vybaveni prádelní šňůrou a ponožkami místo lana a lezeček. V roce 1939 se stal členem Innsbruckého oddílu Alpenvereinu a postupně začal lézt cesty nejvyšší obtížnosti. Přes svou drobnou postavu prokazoval velkou sílu a vytrvalost.
Vyučil se obchodním příručím, pracoval v opravně sportovního nářadí. V roce 1943 musel narukovat k horským myslivcům. Po válce se po propuštění z amerického zajetí vrátil do Innsbrucku. Vzhledem k situaci se musel živit různými pomocnými pracemi, pracoval jako nosič nákladů na horskou chatu na Glungezeru. Na konci čtyřicátých let složil zkoušky na horského vůdce.
V březnu 1951 se Hermann Buhl oženil a ve stejném roce se stal otcem pozdější spisovatelky Kriemhild Buhlové. Později následovaly další dvě dcery a rodina se přestěhovala do Ramsau u Berchtesgadenu. V roce 1952 získal práci jako prodejce horolezeckého vybavení a poradce mnichovské firmy se sportovními potřebami, čímž se zbavil finančních problémů.
Pokračoval v lezení, už nejen v Rakouských Alpách, ale i v Dolomitech a Západních Alpách. Po svých velkých úspěších byl v roce 1953 pozván na himálajskou expedici Dr. Herligkoffera na Nanga Parbat, na který vystoupil 3. července 1953 jako první člověk, sólo a bez využití kyslíku. Ještě před tím podnikl několik výstupů na okolní vrcholy (Čongra Peak, Rakhiot).
V roce 1957 zorganizoval malou expedici na Broad Peak. Všichni čtyři její členové stanuli 9. června 1957 na vrcholu (opět prvovýstup). Po úspěšném návratu do základního tábora se vydal s Kurtem Diembergerem na nedalekou Čogolisu, kde 27. června zahynul, když se s ním utrhla sněhová římsa.
Hermann Buhl proslul až nadlidskou silou, vytrvalostí a vůlí. To mu umožnilo uspět tam, kde ostatní selhávali. Jeho výkony, zejména jeho neuvěřitelný sólo výstup na Nanga Parbat, předběhly svoji dobu. Spolu s Kurtem Diembergerem jsou jediní dva lidé na světě s dvěma prvovýstupy na osmitisícovky na kontě.

## Některé výstupy vAlpách

### Maukspitze(2231 m n. m.)
Prvovýstup západní stěnou (považováno za nejtěžší cestu ve Wilder Kaiseru). Vzhledem k tomu, že v té době byl už na vojně a lézt šel na černo, byl za něj oceněn vojenským soudem a převelením na frontu.

### Cima Grande(2999 m n. m.)
Severní stěna. První výprava do Dolomit. Psal se rok 1946, Hermann Buhl a jeho přátelé šli pěšky, bez pasů a v batozích pašovali přes hranice kontraband, aby měli peníze na nocleh a jídlo v chatě.

### Marmolada(3344 m n. m.)
Jižní pilíř – direttisima. Později se mu podařil zimní prvovýstup jihozápadní stěnou.

### Civetta(3220 m n. m.)
Severozápadní stěna, jedna z nejtěžších cest v Dolomitech.

### Mont Blanc(4808 m n. m.)
Severní stěna Aiguille Blanche (4112) – Hřeben Peuterey – Mont Blanc – kvůli bouřce sestup na Chatu Vallot, ráno Mont Blanc a přes Mont Maudit a Mont Blanc du Tacul dolů.

### Piz Badile(3308 m n. m.)
Severovýchodní stěna – Hermann Buhl přijel do Švýcarska den před výstupem na kole. Během dne udělal první sólo výstup, který mu trval čtyři a půl hodiny (předchozí lanová družstva vždy bivakovala, dva prvovýstupci zemřeli vyčerpáním) a ještě večer vyrazil na kole zpátky do Landecku (přes průsmyk Maloja – 140 km, 1000 metrů převýšení). 15 kilometrů od cíle při jízdě usnul, sjel do Innu a ohnul rám.

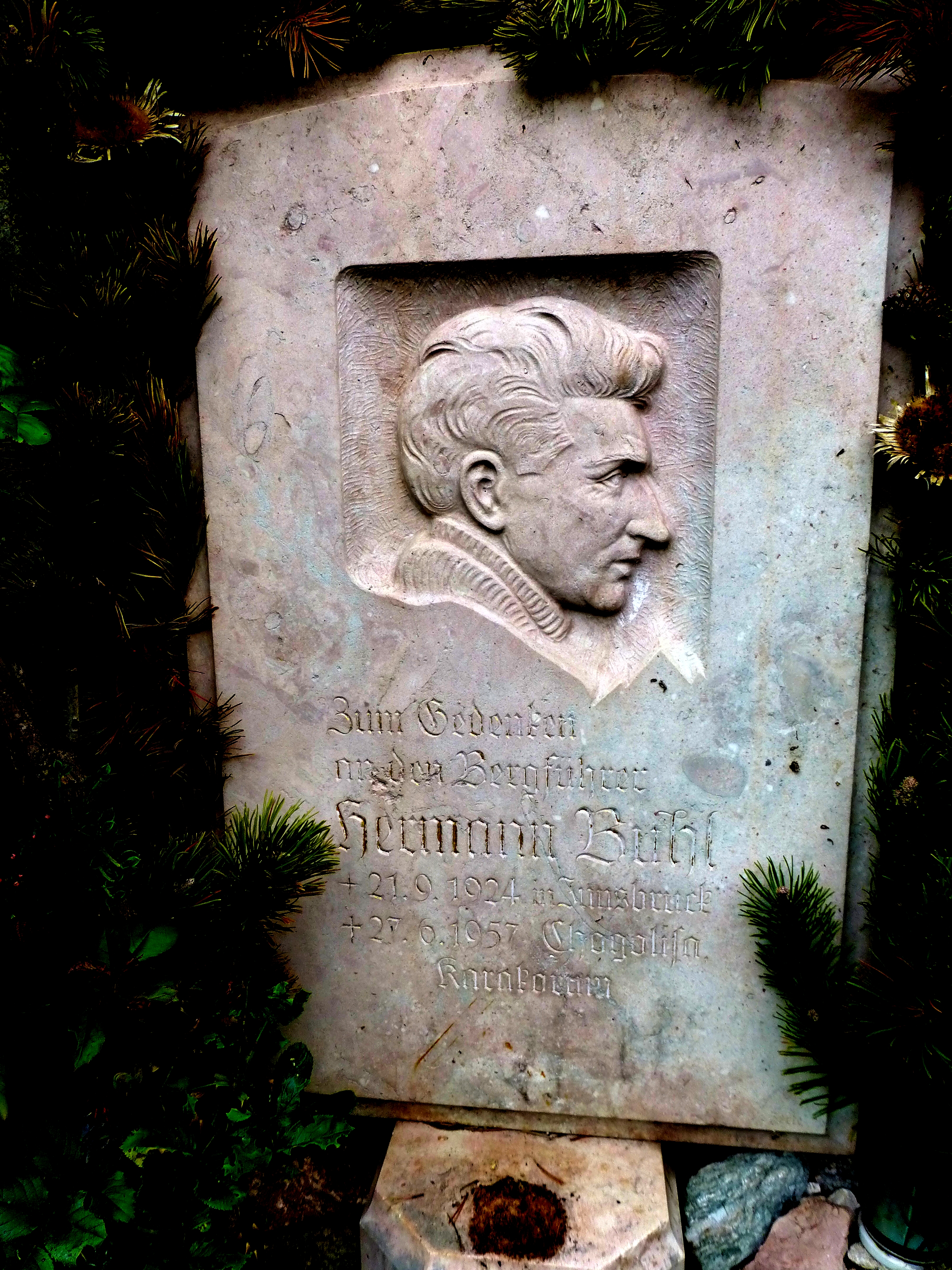
Pamětní deska Hermanna Buhla na hřbitově v Ramsau

### Grandes Jorasses(4205 m n. m.)
Severní stěna – Walkerův pilíř.

### Piz Bernina(4052 m n. m.)
Hermann Buhl pobýval pracovně s jinými horolezci na Chatě Boval. Vsadil se s nimi o 200 švýcarských franků, že přejde hřeben Bianco na Piz Bernina za šest hodin (včetně návratu). Sázku vyhrál a zajistil si tím finance na lezení v Chamonix.

### Chamonixské jehly(okolo 3500 m n. m.)
První úplný přechod Chamonixských jehel.

### Eiger(3970 m n. m.)
Osmý výstup severní stěnou. Ve stěně byla mimo Hermanna Buhla a Seppa Jochlera ještě další dvě lanová družstva – němečtí bratři Otto a Sepp Maagovi a slavní Francouzi Gaston Rébuffat, Jean Bruneau, Paul Habran, Pierre Leroux a Guido Magnone. Po zhoršení počasí se výstup změnil v boj o život a tak se spojili, až k Výstupovým spárám vedl Hermann Buhl, kterého pak vystřídal Jochler. Výstup trval tři dny, jako ochranu před padajícím kamením a ledem použili Rakušané klobouky, pod které si složili čepice.

### Watzmann(2712 m n. m.)
Příprava na expedici na Nanga Parbat – sólo výstup východní stěnou v zimě a v noci.

## Himálaj a Karákóram

### Nanga Parbat (8125 m n. m.)
Německo-rakouská expedice na Nanga Parbat roku 1953 pod vedením dr. Herligkoffera byla zahájena v době, kdy byla dosud zlezena jediná osmitisícovka (o něco nižší Annapurna). Zároveň už ale probíhal britský pokus o Mount Everest, který koncem května skončil úspěchem.
Členové výpravy postupně vybudovali pět výškových táborů. Z Tábora V ve výšce 6900 m n. m. se měli pokusit o vrchol Hermann Buhl a Otto Kempter. 3. července 1953 se Buhl probudil ještě za tmy a chtěl hned vyrazit. Kempter k tomu však nejevil ochotu, takže se Buhl vydal nahoru po svém zvyku sám, vybaven cepínem, lyžařskými hůlkami, mačkami, dvěma svetry, větrovkou a kloboukem. V batohu si nesl slaninu, energetickou cukrovinku ovosport, několik čokolád neapolitánek, lahev s čajem a fotoaparát. Kempter vyrazil s hodinovým zpožděním po jeho stopách, ale ve výšce zhruba 7500 m n. m. výstup vzdal.
Na Stříbrném plató se Buhl musel brodit hlubokým sněhem, a nechal tedy batoh ve sněhové díře, aby se mu lépe šlo. Vzal si z něj pouze čaj, naopak odložil jeden svetr a pokračoval kolem Předvrcholu (7910 m n. m.), přes Bacinskou štěrbinu (7812) a Rameno (8072) dál. Před západem slunce stanul na vrcholu Nanga Parbatu – 8125 m n. m., což byla tehdy druhá největší člověkem kdy dosažená výška, a sólový rekord. Také šlo o výškový rekord dosažený bez kyslíkového přístroje. Na vrcholu Buhl zanechal cepín s přivázanou tyrolskou vlaječkou (v roce 1999 ho našla japonská výprava).
Při sestupu do Bacinské štěrbiny ho zastihla tma, a tak byl nucen bivakovat. Noc strávil ve stoje, ve svetru a větrovce, v levé ruce držel hůlky a pravou se držel chytu, aby nespadl. Druhý den sestoupil do Tábora V, kde na něj čekali Hans Ertl (kameraman, který o výpravě zároveň točil dokument) a Walter Frauenberg, kteří ho ošetřili a potom doprovodili dolů.
Hermann Buhl překonal z Tábora V na vrchol vzdálenost 6 kilometrů a 1200 metrů převýšení za 17 a půl hodiny, což byl ohromující výkon. Kvůli omrzlinám přišel o část dvou prstů na noze. Při výstupu si vzal povzbuzující lék pervitin, bez něhož by námahu, zejména nechráněný bivak v 8000 metrech nadmořské výšky, možná nepřežil.  Připomeňme, že od roku 1895 se o výstup na Nanga Parbat neúspěšně pokoušelo sedm výprav a hora si vyžádala celkem 31 obětí.
Za svůj výkon byl Hermann Buhl vyhlášen rakouským Sportovcem roku 1953. Jeho přijetí ze strany vedoucího Herligkoffera bylo podstatně chladnější. Kromě toho, že celé vrcholové družstvo se před výstupem vzepřelo jeho příkazu vrátit se do nižšího tábora z obav před zhoršením počasí, rozzlobil ho obzvláště Buhl svým svévolným rozhodnutím jít na vrchol sám. Tím navíc upřel slávu prvovýstupu svému německému kolegovi (výprava byla primárně německá).

### Broad Peak (8047 m n. m.)
Rakouské expedice na dosud nezdolaný Broad Peak v Karákóramu roku 1957 se kromě Buhla zúčastnili Kurt Diemberger, Markus Schmuck a Fritz Wintersteller. Cesta vedla západním pilířem, horolezci vybudovali tři výškové tábory, poslední ve výšce 6950 m n. m. 9. června 1957 vyrazily z tábora III k vrcholu dvě dvojice – Schmuck s Winterstellerem a Buhl s Diembergerem. První dvojice dosáhla vrcholu, druhá postupovala příliš pomalu a tak se Diemberger dohodl ve výšce 7900 m n. m. s Buhlem, že se pokusí o výstup sám a Buhl tam na něho počká. Diemberger vystoupil na vrchol, při návratu dolů potkal Buhla, kterému to přece jenom nedalo. Spolu vystoupili těsně před západem slunce ještě jednou nahoru, sestoupit museli již za tmy.

### Čogolisa (7665 m n. m.)
Po úspěchu na Broad Peak se Buhl s Diembergerem pokusili o výstup na blízkou Čogolisu alpským stylem. První den vystoupili do výšky 6350 m n. m., kde postavili stan, ve kterém museli kvůli vichřici strávit celý druhý den. Třetí den (27. června 1957) vyrazili nahoru. K vrcholu jim zbývalo pouze 300 metrů, když se opět zhoršilo počasí a donutilo je k návratu. Při sestupu se s Hermannem Buhlem utrhla sněhová převěj a zřítil se do severní stěny. Jeho tělo nebylo nikdy nalezeno.